# クレイトン＝ハミルトン・ジャズ・オーケストラ
クレイトン＝ハミルトン・ジャズ・オーケストラ（The Clayton–Hamilton Jazz Orchestra）は、ジェフ・ハミルトン、ジョンとジェフのクレイトン兄弟が共同で率いるビッグバンドである。このバンドは1985年にロサンゼルスで結成された。

## メンバー
アルバム『The L. A. Treasures Project』（2014年）収録時:
- ジョン・クレイトン (John Clayton) : アルコ・ベース
- ジェフ・クレイトン (Jeff Clayton) : アルト・サクソフォーン
- ジェフ・ハミルトン (Jeff Hamilton) : ドラム
- ビジョン・ワトソン (Bijon Watson) : トランペット
- ギルバート・カステラノス (Gilbert Castellanos) : トランペット
- ジェームズ・フォード (James Ford) : トランペット
- ブライアン・シュワルツ (Brian Swartz) : トランペット
- ジェイミー・ホヴォルカ (Jamie Hovorka) : トランペット
- アイラ・ネプス (Ira Nepus) : トロンボーン
- ジョージ・ボハノン (George Bohanon) : トロンボーン
- ライアン・ポーター (Ryan Porter) : トロンボーン
- モーリス・スピアーズ (Maurice Spears) : トロンボーン
- キース・フィドモント (Keith Fiddmont) : アルト・サクソフォーン
- リッキー・ウッダード (Rickey Woodard) : テナー・サクソフォーン
- チャールズ・オーウェンズ (Charles Owens) : テナー・サクソフォーン
- リー・キャレット (Lee Callet) : バリトン・サクソフォーン
- タミール・ヘンデルマン (Tamir Hendelman) : ピアノ
- クリストフ・ルーティー (Christopher Luty) : ベース
- グラハム・デクター (Graham Dechter) : エレクトリックギター
- アーニー・アンドリュース (Ernie Andrews) : ボーカル
- バーバラ・モリソン (Barbara Morrison) : ボーカル[1]

## ディスコグラフィ

### アルバム
- Groove Shop (1990年、Capri)
- Heart and Soul (1991年、Capri)
- Absolutely! (1995年、Lake Street)
- 『エクスプローシヴ!』 - Explosive! (1999年、Qwest/Warner Bros.) ※with ミルト・ジャクソン
- Shout Me Out! (2000年、Fable/Lightyear)
- Live at MCG (2005年、MCG)
- 『クリスマス・ソングス』 - Christmas Songs (2005年、Verve) ※with ダイアナ・クラール
- Call Me Irresponsible (2007年、143 Records/WB) ※マイケル・ブーブレのアルバム。「The Best Is Yet to Come」に参加
- Charles Aznavour & The Clayton-Hamilton Jazz Orchestra (2009年、EMI) ※with シャルル・アズナヴール
- 『ニューヨークの日曜日』 - Sundays in New York (2011年、Blue Note) ※with トレインチャ
- The L. A. Treasures Project (2014年、Capri)[2]
- 『ライフ・ジャーニー』 - Life Journey (2014年、Universal) ※レオン・ラッセルのアルバム。3曲に参加[3]